# Корниловская (приток Кавычи)
Корниловская — река на Камчатке. Протекает по территории Мильковского района Камчатского края России.
Длина реки — 35 км. Впадает в Кавычу справа на расстоянии 32 км от её устья.
Имеет правый приток — реку Лудина.

## Данные водного реестра
По данным государственного водного реестра России относится к Анадыро-Колымскому бассейновому округу.
Код водного объекта — 19070000112120000013130.